# Teoría de las mareas
La teoría de las mareas es el argumento principal que trata el "Diálogo" de Galileo (que finalmente demostraría ser falso), mediante el cual se pretendía encontrar la prueba física del doble movimiento diario y anual de la Tierra exigido por el sistema copernicano.
La solución propuesta por Galileo se basa en la analogía entre el fenómeno comúnmente observado de las oscilaciones del agua contenida en un recipiente sometido a fases de aceleración y deceleración y las oscilaciones de los mares sobre la superficie del globo terrestre; presentando como indisociables el fenómeno evidente de las mareas y el doble movimiento de la Tierra alrededor del Sol.